# Irene Solà Sàez
Pour les articles homonymes, voir Sola et Saez.
Irene Solà Sàez, née le 17 août 1990 à Malla en Catalogne, est une poétesse, écrivaine et artiste catalane. Elle écrit en catalan.

## Biographie
Irene Solà Sàez naît le 17 août 1990 à Malla, un petit village catalan situé à proximité de Vic. Son père est éleveur. 
Elle quitte Malla à 18 ans pour étudier les Beaux-arts à l'Université de Barcelone où elle obtient une licence. Elle vit quelques mois à Reykjavík grâce au programme d'échange étudiant Erasmus. Elle étudie ensuite à l'Université de Sussex à Brighton et y obtient un master en littérature, cinéma et culture visuelle. A l'issue de ses études, elle s'installe à Londres. 
Elle est révélée en 2012 grâce à son recueil de poèmes Bèstia, lauréat du 48e Prix Amadeu Oller, traduit notamment en anglais, en italien et en espagnol.
En 2018, elle publie Els dics, un roman dans lequel se tissent de multiples récits idéalisés par sa protagoniste sur ses relations et le milieu dans lequel elle vit. L'année suivante, elle gagne le prix Anagrama du roman en catalan avec Canto jo i la muntanya balla, pour lequel elle gagne le prix de littérature de l'Union européenne,. Le livre se vend à plus de quarante-six mille exemplaires en catalan et est traduit dans une vingtaine de langues, dont l'allemand, l'anglais, le basque, le danois, le français, le hongrois, l'italien, le lituanien, le polonais et l'espagnol. Il est également adapté au théâtre.
En complément à son œuvre littéraire, elle travaille dans les arts visuels. Elle expose notamment au centre d'art ACVic de Vic, au Musée de l'Empordà, à la Fondation Antoni-Tàpies et au CCCB de Barcelone et à la Whitechapel Gallery de Londres.

## Œuvres

### Romans
- (ca) El dics, L'altra editorial, 2018  (ISBN 978-84-947829-3-0)
- Je chante et la montagne danse, Seuil, 2022 ((ca) Canto jo i la muntanya balla, Anagrama, 2019  (ISBN 978-84-339-1568-9)), trad. Edmond Raillard, 224 p.  (ISBN 978-2-02-146065-0)
- Je t'ai donné des yeux et tu as regardé les ténèbres, Seuil, 2024 ((ca) Et vaig donar ulls i vas mirar les tenebres, Anagrama, 2023), trad. Edmond Raillard, 182 p.  (ISBN 978-2-02-155355-0)

### Poésie
- (ca) Bèstia, Galerada, 2012  (ISBN 978-84-96786-45-5)